# Isola (Pallars Jussà)
Isola és un paratge del terme municipal de Conca de Dalt, a l'antic terme de Toralla i Serradell, al Pallars Jussà, en territori que havia estat del poble de Rivert.
Està situat just al nord i nord-oest de Rivert, a ponent de la Costa Pelada. És en els vessants de migdia del Pui Redon.